# Otto Just Wreden
Otto Just Wreden (auch: Otto Justus Wreden oder Otto Justus Wreeden; und Otto Justus Wrede sowie Otto Justus von Wreden; geboren 1703 in Hannover; gestorben 1745 ebenda) war ein deutscher Mediziner, Anatom, Chirurg und Lehrbeauftragter. In der Geschichte der Medizin gilt seine 1736 verfasste topographische Anatomie als erste in Deutschland.

## Leben
Otto Just Wreden wurde zu Beginn der Personalunion zwischen Großbritannien und Hannover als Sohn des Kurfürstlich Braunschweig-Lüneburgischen Leib- und Generalstabschirurgen und Direktors der hannoverschen Lehranstalt Collegium anatomico-chirurgicum Johann Ernst Wreden geboren. Er immatrikulierte sich für das Fach Medizin am 29. September 1725 an der Universität Leiden unter ihrem seinerzeitigen Rektor Johann Ortwin Westenberg und studierte dort gemeinsam mit Albrecht von Haller und Johannes Gessner sowohl bei Bernhard Siegfried Albinus - die Freunde Wreden, Haller und die Brüder Gessner wohnten bei Henry François Le Dran in derselben Gasse in Leiden - als auch bei Jacob Winslow in Paris. Als Haller am 1. November 1727 in Paris kurz mit Fieber krank wurde, blieb er laut seinem Tagebuch bei „H. Wreed.“ Dieser war zeitweilig nach „Engelland“ gegangen.
Wreden promovierte schließlich an der Universität Helmstedt unter Lorenz Heister am 13. Mai 1728 mit seiner Dissertation De Debilitate Fibrarum.
Nach seinem Studium wirkte Wreden bis zu seinem Tod im Jahr 1745 in Hannover als Demonstrator am dortigen Collegium anatomico-chirurgicum.
Seine 1731 veröffentlichte Schrift über die Ernährung, das Wachstum und das Sterben der Menschen widmete Wreden seinem Förderer, dem Hofmedicus Paul Gottlieb Werlhof.
Während des Feldzuges der Jahre 1734 und 1735 im Polnischen Thronfolgekrieg begann Wreden sein Lehrbuch der topographischen Anatomie unter dem Titel Kurzer u . deutlicher Unterricht von denen Theilen des Menschlichen Cörpers ....

## Schriften
- Dissertatio Inauguralis De Debilitate Fibrarum. Quam Praeside Laurentio Heistero ... Elaboravit Et Defendet Otto Iustus Wreeden Hannoveranus D. XIII Maii A. MDCCXXIIX; Helmstadii Typis Pauli Dieterici Schnorii Acad. Typogr., 1728; Digitalisat über die Herzog August Bibliothek Wolfenbüttel
- Unterricht von der Circulation des Geblüths : worin insonderheit die Structur und Nutzen des Hertzens gezeiget wird / heraus gegeben von O. J. Wreden. Medicin. Doct., Hannover, Gedruckt bey Ludolph Heinen, 1729; Digitalisat über die Staats- und Universitätsbibliothek Göttingen (SUB)
- Deutlicher und gründlicher Unterricht von der Nutrition, wie auch Wachsthum, und Sterben der Menschen : wobey zugleich Die Härte der Knochen, die Stärcke der Menschen, die Secretion des Fettes [et]c. erläutert und erkläret wird, [Hannover]: Verlegts Nicolaus Förster und Sohn, 1731; Digitalisat über die Staatsbibliothek Berlin – Preußischer Kulturbesitz
- Kurtzer Unterricht von der Structur und Action der Musculn Bey Gelegenheit eines Secirten cadaveris Masculini, an welchem Die Myologie demonstriret, Hannover 1731; Digitalisat über die Universitätsbibliothek Erlangen-Nürnberg
- Kurtze doch deutliche Anweisung zur Chirurgischen Praxin, in welcher die Wunden abgehandelt werden : denen angehenden Chirurgis zum besten entworffen, nebst einem Anhang von den Eigenschafften eines rechtschaffenen Chirurgi, Hanover: Nicolaus Förster und Sohn, 1732
- Kurzer u. deutlicher Unterricht von denen Theilen Des Menschlichen Cörpers. Sowol nach ihrer Structur und Lage als auch nach ihren Nutzen, Was denen festen und flüßigen Theilen, wie auch der Seele angehet; Denen Angehenden Chirurgis zum Besten entworffen von Otto Jvst Wreden, Hannover: Förster, 1737; Digitalisat über die Sächsische Landesbibliothek - Staats- und Universitätsbibliothek Dresden (SLUB)
  - Zweyte verbesserte Auflage, Hannover, 1743. In Verlag Nicolai Försters und Sohns sel. Erben; Digitalisat über die SUB
- Kurtzer Unterricht vom Chirurgischen Feld-Kasten / bestehend in der Specification einiger Medicamente, die in einer compendiösen Feld-Apotheke könten genommen werden, und Beyfügung der Compositionen, wobey zugleich das Vornehmste aus der Anatomie, Chirurgie und Medicin gezeiget wird ... aufgesetzet von Otto Just Wreden, Hannover: In Verlag seel. Nicolai Försters und Sohns Erben, 1743; Digitalisat der Bayerischen Staatsbibliothek
- Christian Thedel Heinrich von Thedel (Hrsg.): Kurzer Unterricht vom Chirurgischen Feld-Kasten: worinn diejenigen Arzneyen, so in eine kleine Feld-Apotheke gehören, nebst derselben Zubereitung : imgleichen was ein Regiments-Chirurgus aus der Zergliederungskunst, Wundarzney, und Heilungsgelahrtheit nothwendig wissen muß, als eine Anleitung, wie derselbe im Felde, Winterquartieren und Garnisonen zu verfahren, nebst desselben Abzeichnung und Beschreibung / Angehenden Wundärzten zum Besten aufrichtig beschrieben von Otto Just Wreden, Nunmehro auf’s neue übersehen, und zum Druck befördert von Dr. E. T. H. von Hagen ..., Hannover : in Verlag seel. Nicolai Försters und Sohns Erben Hof-Buchhandl., 1757; Digitalisat über die Universitätsbibliothek Erlangen-Nürnberg